# Greene King
Greene King是一間大型連鎖酒吧集團及釀酒廠，公司總部位於英格蘭薩福克郡的聖埃德蒙茲伯里，主要業務為營運酒吧、餐廳和酒店。該公司最知名的啤酒是Greene King IPA（印度淡色艾爾啤酒）和Abbot Ale（愛爾啤酒）。Greene King旗下酒吧與餐廳超過2700家，總面積共7000萬平方呎。該公司在曾於倫敦證券交易所上市，直到2019年10月被長江實業集團收購後退市。

## 歷史
2019年8月19日，長江實業集團公布以46億英鎊，包括支付27億英鎊現金和承擔19億英鎊債務，全購Greene King全部已發行股本及將發行股本。

## 外部連結
- 官方网站